# Прве оптужбе против Мајкла Џексона за сексуално злостављање
Године 1993, амерички извођач, Мајкл Џексон је оптужен од стране Ивана Чендлера за сексуално злостављање његовог, тада, тринаестогодишњег сина, Џордана Чендлера. Џексон и дечак су се спријатељили у мају 1992. уз наводно негодовање и бригу оца дечака. Пријатељство је постајало све познатије у јавности, медији су извештавали о Џексоновом познанству са Чендлером. Под очевим притиском, дечак је изјавио да је певач додиривао његов пенис. Иван је снимљен како говори о својим намерама да уништи забављачеву каријеру. Касније је долазило до неуспешних преговора између две стране са циљем да финансијски реше случај. Џордан Чендлер је затим рекао психијатру и полицији да га је Џексон приморавао на љубљење, мастурбацију и орални секс.
Убрзо, Џексонов Неверленд ренч је претресен од стране полиције. Остала деца и чланови породице су тврдили да певач није педофил. Џексонова старија сестра Латоја Џексон га је оптужила да је педофил што је касније оповргла наводећи да је то учинила под присилом свог мужа Џека Гордона. Џексон је постао зависан на лекове када су оптужбе откривене у јавности да би због стреса отказао своју светску турнеју. Отишао је на рехабилитацију и започео однос са Лисом Мери Пресли, ћерком Елвис Преслија. По повратку у Сједињеним Америчким Државама, Џексон је пристао на 25-минутно свлачење које је било потребно да би се упоредио опис тела који је дечак дао са стварним. Певач је истицао у јавности да је невин и критиковао је начин на који медији извештавају. Његови пријатељи и правни заступници су преузели његову одбрану и финансије убеђујући га да због здравља не присуствује парницама.
Реакције таблоида на оптужбе су биле изузетно негативне по Џексона. Јавна истраживања и анкете су према резултатима многих испитаника, констатовали да је Џексон невин. Првог јануара 1994, Џексонова осигуравајућа компанија је исплатила породици Чендлер и њиховим представницима укупно 22 милиона америчких долара и испунила све захтеве које су тражили. Након што је Џордан Чендлер одбио да настави са сведочењем, држава је затворила истрагу аргументујући је недостатком доказа тако да Џексон није на суду оптужен. Певачев углед у јавности је оштећен. Докази са овог процеса ће бити употребљени против певача 2003. године када ће званично бити оптужен за сексуално малтретирање дечака а затим и проглашен невиним по свим тачкама.